# Джон Уилям Дрейпър
Джон Уилям Дрейпър (на английски: John William Draper) е американски учен химик и физик, естествовед, философ, историк, писател и пионер на фотографията. В България е издаван като Джон Уилям Дрепер и Джон В. Дрепер.

## Биография и творчество
Джон Уилям Дрейпър е роден на 5 май 1811 г. в Сейнт Хелънс, близо до Ливърпул, Англия, в семейство на духовник. Започва да учи математика и химия в Лондон. След смъртта на баща му семейството емигрира в САЩ през 1832 г. През 1833 г. продължава обучението си в Пенсилванския университет, където получава докторска степен през 1836 г. След дипломирането си е назначен за професор по химия, естествена философия и физиология в колежа „Хамптън Сидни“ във Вирджиния. След три години назначен за професор по физиология в новосъздадения Нюйоркски университет, където основава Университетския медицински колеж с други преподаватели. През 1850 г. става президент на Нюйоркския университет, където през 1868 г. се отказва от професорската си длъжност, но изнася лекции до 1881 г.
През 1844 г. е избран за член на Американското философско общество. През 1865 г. е избран за член Американската академия на изкуствата и науките, а през 1877 г. на Националната академия на науките. По време на Гражданската война в САЩ е член на комисията, която проверява болниците след битките при Антиетам и Гетисбърг. Член е и на други научни общности, включително на Академия деи Линчеи.
Изследванията му за въздействието на светлината върху химичните вещества и процеси водят до създаването на фотографията. Твърди се, че е направил фотографии две години преди публикуването на Луи Дагер. Снимката, която е направил на сестра си през 1840 г., е един от най-старите оцелели фотографски портрети. Същата година прави първата снимка (дагеротип) на Луната. През 1843 г. той записва първата спектрограма, също дагеротип, на Слънцето, и открива неизвестни спектрални линии в ултравиолетовия лъч.
Специалните му постижения се отнасят до изследването на лъчистата енергия. През 1847 г. той публикува монографията „Производство на светлина чрез топлина“, в която излага принципите, които Густав Кирхоф може впоследствие да потвърди. Изследванията му в спектрите на светещи вещества водят до разработването на спектрален анализ, който синът му Хенри Дрейпър използва с голям успех в астрономията.
Заедно със Самюъл Морз работи по практическото приложение на електричеството и провежда поредица от тестове в лабораторията си, които показват, че принципът му на предаване на съобщения на големи разстояния работи посредством електрически импулси.
Автор е на над 100 произведения на научни и философски теми, публикувани в периода 1840 - 1882 г.
На 13 септември 1831 г. се жени за португалката Антония Каетана де Пайва Перейра Гарднър, с която имат шест деца.
Джон Уилям Дрейпър умира на 4 януари 1882 г. в Хейстингс на Хъдсън, близо до Ню Йорк, САЩ.
През 1975 г. къщата на Дрейпър в Хейстингс, известна като Обсерваторията на Хенри Дрейпър, е обявена за национална историческа забележителност.

## Произведения
частично представяне
- On the process of Daguerreotype and its application to taking portraits from the life (1840)
- Memoirs on the chemical action of light (1843)
- Treatise on the forces, which produce the organization of plants (1844)
- Textbook of chemistry (1846)
- Textbook on natural philosophy (1847)
- Treatise on human physiology (1856)
- History of the intellectual development of Europe (1863)
Съкратена история на умственото развивание в Европа, изд. „Карапетров и друж.“ (1875), прев. Дмитрий Писарев и Атанас Илиев
- Thoughts on the future civil policy of America (1865)
- History of the American civil war (1869 – 1871)
- History of the conflict between religion and science (1875)
Борбата на религията с науката, изд. Ал. Паскалев, (1922), „Христо Иванов Карапетров“ (1947), прев. Янко Сакъзов
- Evolution, its Origin, Progress, and Consequences (1877)
- Scientific memoirs: experimental contributions to a knowledge of radiant energy“ (1878)

### Други издадени на български език
- Сън и смърт, изд. „Мавродиев“ (1902), прев.
- От кога съществува земята, изд. „Георги Т. Кръстев“ (1929), прев.